# Lípa v Drahoňově Újezdě
Lípa v Drahoňově Újezdě je památný strom v obci Drahoňův Újezd severozápadně od Zbirohu. Lípa malolistá (Tilia cordata) roste u farního kostela sv. Jakuba v nadmořské výšce 414 m. Podle pověsti byla zasazena na místo, kde se dříve popravovalo upálením. Obvod jejího kmene měří 590 cm (měření 1999). Chráněna je od roku 1999 pro svůj vzrůst, věk a historii.